# Святой в Лондоне
«Святой в Лондоне» (англ. The Saint in London) — британский криминальный фильм с элементами комедии режиссёра Джона Пэдди Кастэйрса, который вышел на экраны в 1939 году. Это третий из восьми фильмов киносерии студии RKO Radio Pictures о приключениях сыщика-любителя Саймона Темплара, известного как Святой.
Фильм поставлен по рассказу Лесли Чартериса «День на миллион фунтов» (англ. The Million Pound Day), который был опубликован в 1932 году в сборнике «Священный ужас» (англ. The Holy Terror), изданном в США под названием «Святой против Скотленд-Ярда» (англ. The Saint vs. Scotland Yard).
В этом фильме обаятельный джентльмен и детектив-любитель Саймон Темплар, который некоторым известен также как Святой (Джордж Сэндерс), по поручению британской контрразведки выслеживает в Лондоне группу иностранных шпионов во главе с неким Бруно Лэнгом (Генри Оскар), который похитил секретные документы. Саймон возвращает документы, при этом выясняя, что Лэнг через своего подручного Касселлу (Ральф Трумэн) угрозами заставил сотрудника иностранного посольства, графа Дюни (Джон Эббот) дать указание напечатать и передать ему сумму, эквивалентную миллиону фунтов стерлингов, а затем убил его. Своё расследование Саймон ведёт под бдительным оком инспектора Скотленд-Ярда Тила (Гордон Маклеод), который как мешает, так и помогает ему, а также своих верных помощников, отсидевшего в тюрьме американского мошенника Дугана (Дэвид Бёрнс) и молодой светской красавицы Пенни Паркер (Сэлли Грэй), которая жаждет приключений.
Несмотря на некоторую легковесность и предсказуемость сценария, фильм получил высокие оценки современных критиков за умелую режиссуру, отличную актёрскую игру и интересные натурные съёмки в Лондоне.

## Сюжет
Вернувшись из Нью-Йорка в Лондон, благородный и обходительный Саймон Темплар (Джордж Сэндерс), известный некоторым как Святой, вечером направляется в дорогой ресторан «Макси». У дверей ресторана его просит угостить сигаретой американский карманник, отсидевший срок в тюрьме «Сан-Квентин», по имени Дуган (Дэвид Бёрнс). Через минуту уже в ресторане они демонстрируют часы, которые вынули из карманов друг у друга, после чего Саймон угощает Дугана ужином и предлагает работать на себя. Вскоре к Саймону подсаживается его старый друг, офицер британской контрразведки сэр Ричард Блейк (Баллард Беркли), который просит Саймона проследить за неким Бруно Лэнгом (Генри Оскар), который предположительно является иностранным шпионом.
В ближайшие выходные на званом приёме, организованном в своём доме богатой четой Морганов (Нора Говард и Чарльз Карсон), Саймон знакомится с Бруно, после чего идёт танцевать с молодой и красивой племянницей хозяев Пенни Паркер (Сэлли Грэй). Девушка сразу же проявляет интерес к галантному и таинственному Саймону, однако тот сосредоточивает своё внимание на Бруно. Когда тот прощается и выходит во двор, то обнаруживает на сиденье своей машины карточку с логотипом Святого. Провожая Бруно, Саймон и Пенни беседуют с ним о Святом. По характерной примете — шраму на запястье — Пенни догадывается, что Саймон и есть Святой, однако не подаёт виду. Когда Бруно уезжает, Саймон быстро садится в свою машину и едет вслед за ним. В свою очередь Пенни тайно следует за Саймоном.
Подъехав к усадьбе Бруно, Саймон перелезает через забор, вскрывает дверь и проникает внутрь. Обнаружив сейф, он вскрывает его и забирает секретные документы. Когда Саймон выходит из дома, один из подручных Бруно, охраняющих дом, замечает его, и стреляет вслед. Саймону, однако, удаётся выбраться за пределы усадьбы и скрыться на своей машине, за рулём которой подъезжает Пенни. Отъехав на безопасное расстояние, они останавливаются, и Саймон просит Пенни пересесть в свою машину и ехать домой, однако девушка настаивает на том, чтобы остаться вместе с ним. В этот момент они слышат крики, и навстречу им выбегает избитый джентльмен в разорванной одежде. Его преследует страшного вида громила, с которым Саймон вступает в схватку. Когда они крепко вцепляются друг в друга, Пенни бьёт громилу монтировкой, после чего тот теряет сознание. На шум прибегает полицейский, и хотя они успевают скрыться вместе с избитым джентльменом, полицейский записывает номер их машины. Бруно, на которого работает громила, пытается замять инцидент, после чего звонит своему ближайшему подручному Кусселле (Ральф Трумэн), сообщая, что графу Дюни удалось сбежать с помощью Святого, он же Саймон Темплар.
Оставив Пенни у себя дома на попечение Дугана, Саймон отвозит раненого в небольшую гостиницу, который управляет его знакомая миссис Бакли (Эфин Сейлер) и вызывает к нему знакомого врача. Придя в себя, пострадавший представляется как иностранный дипломат, граф Дюни (Джон Эббот), далее сообщая, что прибыл в Великобританию с поручением от своего правительства проследить за печатанием и поставкой крупной партии национальной валюты. Однако в Лондоне на него напали бандиты во главе с неким Кусселлой, которые взяли его в заложники. С помощью пыток и угроз они вынудили графа дать указание напечатать дополнительный тираж валюты на сумму свыше одного миллиона фунтов стерлингов, с которым собираются сбежать. Граф Дюни просит связать его как можно скорее с посольством, однако Саймон сразу же уезжает на встречу с Бейкером, которому рассказывает о случившемся и передаёт секретные документы.
Тем временем инспектор Скотленд-Ярда Клод Тил (Гордон Макеод) получает информацию о том, что в инциденте у дома Бруно Лэнга была замечена машина Саймона, которого он хорошо знает по прежним делам. Пока Дуган вместе с Пенни ожидают возвращения Саймона в его квартире, на пороге появляется Кусселла, который говорит, что хотел бы срочно переговорить с Саймоном о деньгах. Не застав его дома, Кусселла говорит Дугану, что будет звонить в два часа дня. Пока они разговаривают, Пенни, прихватив пистолет Дугана, незаметно выбирается из дома и затем едет вслед за Кусселлой. Заметив её, он заходит в табачную лавку, владелец которой (Чарльз Пейтон) также работает на Бруно. Когда Саймон приезжает домой, там вскоре появляется и инспектор Тил, который собрал уже достаточно доказательств участия Саймона и Пенни в инциденте у дома Бруно. Саймон однако не хочет ничего рассказывать, и, в отсутствие конкретных улик, Тил уходит.
Тем временем Кусселла делает вид, что уходит из лавки, после чего туда забегает Пенни с просьбой позвонить. Хозяин лавки проводит её в подсобное помещение, где вместе с Кусселлой хватает её. После этого Кусселла звонит Саймону домой, предлагая приехать для переговоров в табачную лавку. Хотя Кусселла требует, чтобы Саймон был один, тот берёт с собой Дугана. В ожидании Саймона Кусселла даёт указание своему шофёру Тиму (Хью Макдермотт) съездить за деньгами, которые уже отпечатаны для них по указанию Дюни. Подъехав к лавке, Саймон поручает Дугану спрятаться около дома и ждать его сигнала, а сам проходит внутрь. При встрече Кусселла предлагает Саймону обменять Пенни на секретные документы. Саймон соглашается, однако предлагает ехать за документами втроём вместе с Пенни, после чего через окно незаметно подаёт сигнал Дугану, который обезвреживает владельца лавки и проникает внутрь помещения. Когда Кусселла выводит Саймона и Пенни под дулом пистолета, Дуган сзади бьёт Кусселлу, и тот падает, теряя сознание.
Отправив Дугана на свою квартиру, Саймон вместе с Пенни приезжает в гостиницу, где обнаруживает, что Дюни зарезали. По анонимному звонку в гостиницу уже прибыла полиция во главе с инспектором Тилом, которому Саймон объясняет, что не виновен в этом убийстве, а пытался лишь спасти Дюни и потому спрятал его в гостинице. Хотя улики указывают на причастность Саймона к убийству, инспектор понимает, что тот не виноват и его просто подставили. Более того, он единственный, кто может быстро найти настоящего убийцу. Тил отпускает Пенни и устраивает так, что Саймону удаётся сбежать от полицейской охраны. Вместе с Пенни Саймон приезжает в ресторан, откуда звонит по телефону миссис Бакли, выясняя, что Дюни никто не навещал, а сам он сделал лишь один телефонный звонок в посольство некому Стенглеру (Карл Джаффе).
Выдав себя за инспектора Тила, Саймон наносит визит в посольство к Стенглеру, который исполняет обязанности временно уехавшего посла. Говоря об убийстве Дюни, Саймон обманом вынуждает Стенглера солгать о Дюни и тем самым выдать свою связь с Лэнгом. После ухода Саймона Стенглер встречается с Кусселлой, рассказывая ему, что после звонка Дюни поехал к нему в гостиницу и зарезал его, так как Дюни обязательно сдал бы их полиции. Покинув посольство, Саймон поручает Дугану проследить за Стенглером, а сам вместе с Пенни направляется в табачный киоск, обнаруживая, что там уже никого нет. Тем временем Дуган сообщает Саймону по телефону, что находится в доме Лэнга. Он держит на мушке Бруно, Стенглера и их подручного-громилу, а также перед ним лежат чемоданы, набитые деньгами. Когда Дуган кладёт трубку, сзади к нему подкрадываются Кусселла вместе с Тимом, который бьёт его по голове. Кусселла предлагает взять деньги и немедленно бежать, однако Лэнг решает дождаться Саймона, намереваясь получить похищенный секретный документ. Когда Пенни и Саймон приезжают, Бруно, угрожая оружием, связывает девушку и требует, чтобы Саймон в течение часа привёз ему документ. Бруно доводит Саймона до его машины, где тот незаметно достаёт из рукава нож и бросает его в Лэнга, а затем бьёт и запирает его в багажнике. Забрав у Лэнга пистолет, Саймон забегает в дом, разбирается с громилой, освобождает Пенни и Дугана, а затем проходит в кабинет, где задерживает Стенглера и Кусселлу. Шофёр Тим, который в этот момент прятался в саду, стреляет через окно в Саймона, однако случайно попадает в Кусселлу. Саймон, Дуган и Пенни грузят в машину чемоданы с деньгами, и уезжают вместе с Лэнгом в багажнике. Вскоре приезжает Тил вместе с полицейскими, которые задерживают всех остальных. Стенглер заявляет Тилу, что Саймон убил Кусселлу и похитил Лэнга, а также миллион фунтов. Тил доставляет Стенглера в Скотленд-Ярд, где их уже поджидают Саймон, Пенни и Дуган, а также сэр Блейк из контрразведки. Когда Блейк поясняет, что Саймон действовал по его просьбе, Тил арестовывает Лэнга и Стенглера за шпионаж и убийство. Прощаясь с Саймоном, Бруно Лэнг говорит ему, что наконец встретил человека умнее себя. Саймон предлагает Пенни отвезти её к тёте, давая понять, что не хотел бы попасть в положение Тила, который постоянно вынужден ублажать по телефону свою жену. Дуган на это замечает: «Я думал, он уже её».

## В ролях
- Джордж Сэндерс — Саймон Темплар / Святой
- Сэлли Грэй — Пенни Паркер
- Дэвид Бёрнс — Дуган
- Гордон Маклеод — инспектор Клод Тил
- Генри Оскар — Бруно Лэнг
- Афин Сейлер — миссис Бакли
- Джон Эббот — граф Стивен Дюни
- Ральф Трумэн — Кусселла
- Карл Джаффе — Стенглер
- Чарльз Карсон — мистер Морган
- Нора Ховард — миссис Морган
- Баллард Баркли — сэр Ричард Блейк
- Чарльз Пэйтон — хозяин табачной лавки

## Создатели фильма и исполнители главных ролей
За свою режиссёрскую карьеру, охватившую период с 1933 по 1962 год, британский режиссер Джон Пэдди Кастэйрс поставил 34 фильма, среди которых криминальные мелодрамы «Танцы с преступлением» (1947) и «Спальный вагон до Триеста» (1947), комедии «Неприятности в лавке» (1953) и «К лучшему» (1955), а также две комедии про мистера Питкина 1956—1958 годов. В 1962—1963 годах Кастэйрс поставил два эпизода телесериала «Святой».
В этом фильме британский актёр Джордж Сэндерс во второй раз появляется в роли учтивого джентльмена и детектива Саймона Темплара, он же Святой. Всего в период с 1939 по 1941 год Сандерс снялся в пяти фильмах о Святом, это больше чем любой другой актёр. Затем студия RKO Pictures перевела Сэндерса на роль другого вымышленного джентльмена-детектива Гэя Лоуренса, он же Сокол. Сыграв его в трёх картинах, Сэндерс ушёл из этого киносериала, передав главную роль своему брату Тому Конуэю, который сыграл её в девяти фильмах. В дальнейшем Сэндерс добился известности ролями в таких фильмах, как «Портрет Дориана Грэя» (1945), «Призрак и миссис Мьюр» (1947), «Всё о Еве» (1950), которая принесла ему «Оскар» за роль второго плана, «Путешествие в Италию» (1954) и «Выстрел в темноте» (1964).
Как пишет историк кино Джей Стейнберг, «красивая и стройная Сэлли Грэй с середины 1930-х годов играла главные роли в британских фильмах категории В». После главной роли в фильме «Каникулы Святого» (1941), в котором её партнёром был Хью Синклер, студия RKO Pictures хотела перевезти её в США, однако Грэй отказалась покидать родину. В годы Второй мировой войны она боролась с депрессией, однако после этого удачно сыграла в двух классических британских криминальных триллерах — «Зеленый значит опасность» (1946) и «Наваждение» (1949). В 1951 году Грэй вышла замуж за ирландского лорда Доминика Брауна и оставила актёрскую профессию. Леди Оранмор и Браун скончались в Лондоне в сентябре 2006 года в возрасте 90 лет.

## История создания фильма
Образ обворожительного джентльмена и детектива Саймона Темплара, известного также как Святой, создал в 1928 году писатель англо-китайского происхождения Лесли Чартерис. Урожденный Лесли Чарльз Бауэр Инь (англ. Leslie Charles Bowyer Yin), Чартерис за свою более чем 50-летнюю карьеру написал почти сотню приключенческих историй о своём герое. В 1938 году американская кинокомпания RKO Pictures начала серию фильмов о Святом, выпустив до 1941 года восемь фильмов. После того, как первые два фильма — «Святой в Нью-Йорке» (1938) и «Святой наносит ответный удар» (1939) — получили хороший приём, «сильные мира сего из RKO решили отправиться за границу для съёмок третьего фильма сериала, что является необычайной щедростью для проекта категории В».
В первом фильме роль Святого сыграл «лихой Луис Хейуорд», однако в дальнейшем из-за нестыковок в рабочем графике он был вынужден покинуть киносериал, и со второго фильма роль перешла к Джорджу Сэндерсу.
Это третий фильм в киносерии RKO о Святом, и первый фильм, который был снят в Великобритании.
Сценарий фильма основан на рассказе Чартериса 1932 года «День на миллион фунтов».
Как отмечает историк кино Хэл Эриксон, «что довольно необычно для простого фильма категории В, студия RKO сняла его на натуре в Лондоне, используя в основном британский актёрский состав и съёмочную группу».
Производство фильма было завершено в мае 1939 года. Он вышел на экраны 30 июня 1939 года.

## Оценка фильма критикой

### Общая оценка фильма
Современные кинокритики высоко оценивают картину. В частности, историк кино Крейг Батлер выразил мнение, что «поклонники Святого прекрасно проведут время с этим фильмом, одним из лучших в серии». Вместе с тем, как полагает Батлер, «поскольку это детектив, логично было бы ожидать, что сюжет будет немного более сложным. Однако, с точки зрения „дела“ там очень мало что есть, а существующую тайну легко разгадать». Тем не менее фильм доставляет наслаждение своими актёрами, а также видами Лондона. К достоинствам фильма Батлер также относит «грамотную постановку, достаточно высокие производственные качества и операторскую работу на натуре».
Историк кино Деннис Шварц написал, что это «приличный фильм категории В о Святом студии RKO, снятый на натуре в Лондоне». Отметив умелую и качественную режиссуру Кастэйрса, Шварц далее пишет: «Здесь нет тайны, которую нужно разгадывать, это просто легкий эскапистский фильм, который рассказывает о том, как Саймон с помощью Дугана и Пенни ловит банду шпионов. Наслаждение доставляет наблюдать над тем, как Сэндерс демонстрирует свой ум и своё обаяние».
Как отмечает Джей Стейнберг, «благодаря аутентичным локациям и талантливому, в основном британскому актёрскому составу, а также возвращению Джорджа Сандерса в роли галантного Саймона Темплара, этот фильм стал одним из самых ярких фильмов со Святым на RKO». По мнению критика, «режиссура выиграла от лёгкого стиля британского ветерана Джона Пэдди Кастэйрса, чья последняя профессиональная работа, по иронии судьбы, пришлась на эпизод популярного телевизионного сериала „Святой“ в 1964 году, где Тамплара играл Роджер Мур».

### Оценка актёрской игры
По мнению Батлера, «никто в истории кинематографа никогда не играл любезность и галантность так, как это делал Джордж Сандерс, и он доходит до вершины учтивости и обходительности, играя Святого». Как пишет критик, «актёр находится в отличной форме; он не разыгрывает новаторское представление или такое, которое заставляет удивленно ахать от своих неожиданных поворотов, но он дает зрителю всё, чего тот мог бы пожелать в этой картине». Батлер также отмечает Сэлли Грэй, которая «выделяется в том типе роли, которая часто бывает провальной. Она производит сильное впечатление и очень хорошо играет в паре с Сэндерсом». Что касается Дэвида Бёрнса, то он «доставляет наслаждение в роли карманника, который помогает Сэндерсу, параллельно добавляя прекрасные комические моменты».
С другой стороны, как пишет Стейнберг, «в то время, как язвительное обаяние Сэндерса сделало его безоговорочным Темпларом на большом экране для многих, ему, что интересно, не удалось завоевать расположение создателя Святого, писателя Лесли Чартериса». В журнале The Saint Mystery Magazine за 1960 год тот написал, что Темплара «могли бы великолепно сыграть, хотя и в разных стилях, такие актеры, как Рональд Колман, Кэри Грант или Дуг Фэрбенкс-младший; и если следовать моей концепции, то должно быть очевидно, что такие совершенно другие по типу личности, как Луис Хейуорд и Джордж Сандерс были безнадежно поставлены на роль… Я могу ошибаться во многих вещах; но по всем вопросам, касающимся Саймона Темплара, я могу с радостью объявить себя единственным непогрешимым и неопровержимым экспертом на земле».